# Tempête tropicale Chris (2000)
Pour les articles homonymes, voir Cyclone tropical Chris.
La tempête tropicale Chris est le sixième cyclone tropical, et la troisième tempête tropicale de la saison cyclonique 2000 dans l'océan Atlantique nord.

## Évolution météorologique

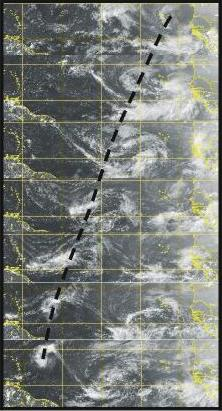
L'évolution de l'onde tropicale durant le mois d'Août qui aboutira à la formation de Chris

Une onde tropicale vigoureuse de grande amplitude quitte les côtes africaines le 12 août. Elle développe un centre de surface avec une baisse de la pression de 2,5 hPa en 24 h. L'activé pluvio orageuse reste éparse, et se concentre surtout à l'est et au sud est du centre. L'onde circule vers l'ouest, dans le flux des alizés. Son activité convective se consolide alors progressivement.